# ザリア
ザリア (Zaria) は、ナイジェリア北部、カドゥナ州の都市。人口1,018,827人（2007年）。カノから南西120kmに位置する高原の都市である。かつてはザザウと呼ばれ、ハウサ諸王国建国神話に登場する原初七国のうちの一国であった。

## 歴史
13世紀ごろ、この地域に住むハウサ人が都市国家を各地で建設し、その中でザリアも建設された。14世紀ごろには強盛となり、ハウサ諸王国一の勢力を持ったが、15世紀ごろにはケッビに押され、やや衰えた。1490年代には、近隣のカノやカツィナなどとともにイスラム教を受け入れ、以後はサハラ交易で潤うこととなった。1805年、ソコト帝国のジハードによって征服され、独立を失った。1901年、王立ニジェール会社によってイギリス領とされた。

## 経済
近隣で生産される綿花、タバコ、雑穀、ピーナッツなどの集散地である。

## 教育
1962年創立のアフマド・ベロ大学がある。